# Carl Crack
Carl Crack (ur. jako Karl Böhm 5 maja 1971 w Suazi, zm. 6 września 2001 w Berlinie) – niemiecki muzyk nurtu techno i digital hardcore, najbardziej znany jako członek zespołu Atari Teenage Riot w latach 1992–2000. W 1998 roku wydał swój jedyny album solowy Black Ark, zainspirowany muzyką dub.
Po trasie koncertowej promującej trzeci album Atari Teenage Riot 60 Second Wipe Out, członkowie zespołu zdecydowali się na kariery solowe. Jego muzyczne kontrybucje pojawiły się na wydanym w 2002 roku albumie zespołu Cobra Killer The Third Armpit w piosence „Starsign Fuck”.
6 września 2001 roku Carl Crack został znaleziony martwy w swoim apartamencie w Berlinie, zmarł prawdopodobnie wskutek przedawkowania narkotyków. Miał 30 lat.

## Dyskografia
- Cook EP (wraz z Alekiem Empire) (1995)
- „Crack Meets the Hammer” (Shizuo feat. Carl Crack) (Shizuo vs. Shizor) (1997)
- Black Ark (1998)
- „Starsign Fuck” (Cobra Killer feat. Carl Crack) (The Third Armpit) (2002)

wraz z Atari Teenage Riot
- 1995 (1995)
- Kids Are United E.P. (1995)
- „Speed/Midijunkies” (1995)
- Not Your Business E.P. (1996)
- Burn, Berlin, Burn! (1997)
- Destroy 2000 Years of Culture E.P. (1997)
- The Future of War (1997)
- Sick to Death E.P. (1997)
- 60 Second Wipe Out (1999)
- Revolution Action E.P. (1999)
- Too Dead for Me E.P. (1999)
- Rage E.P. (2000)